# Tom Bridgeland
Tom Bridgeland (1973) é um matemático britânico, que trabalha com geometria algébrica.
Bridgeland estudou matemática a partir de 1991 na Universidade de Cambridge e, após graduar-se, seguiu para a Universidade de Edimburgo, onde obteve um doutorado em 1998, orientado por Antony Maciocia, com a tese Fourier-Mukai Transforms of surfaces and moduli spaces of stable sheaves.. A partir de 2004 foi reader e depois professor na Universidade de Sheffield. É desde 2011 professor no All Souls College da Universidade de Oxford.
Recebeu o Prêmio Berwick de 2003. Foi palestrante convidado do Congresso Internacional de Matemáticos em Madrid (2006: Derived categories of coherent sheaves). Recebeu o Prêmio Whittaker de 2005 e o Prêmio Adams de 2008, juntamente com David Tong. Foi eleito membro da Royal Society em 2014.

## Obras
- com P. Aspinwall et al.: Dirichlet Branes and Mirror Symmetry, Clay Mathematics Monographs, 2009